# Eucalyptus rubida
Eucalyptus rubida är en myrtenväxtart som beskrevs av Deane och Joseph Henry Maiden. Eucalyptus rubida ingår i släktet Eucalyptus och familjen myrtenväxter. Inga underarter finns listade i Catalogue of Life.

## Bildgalleri

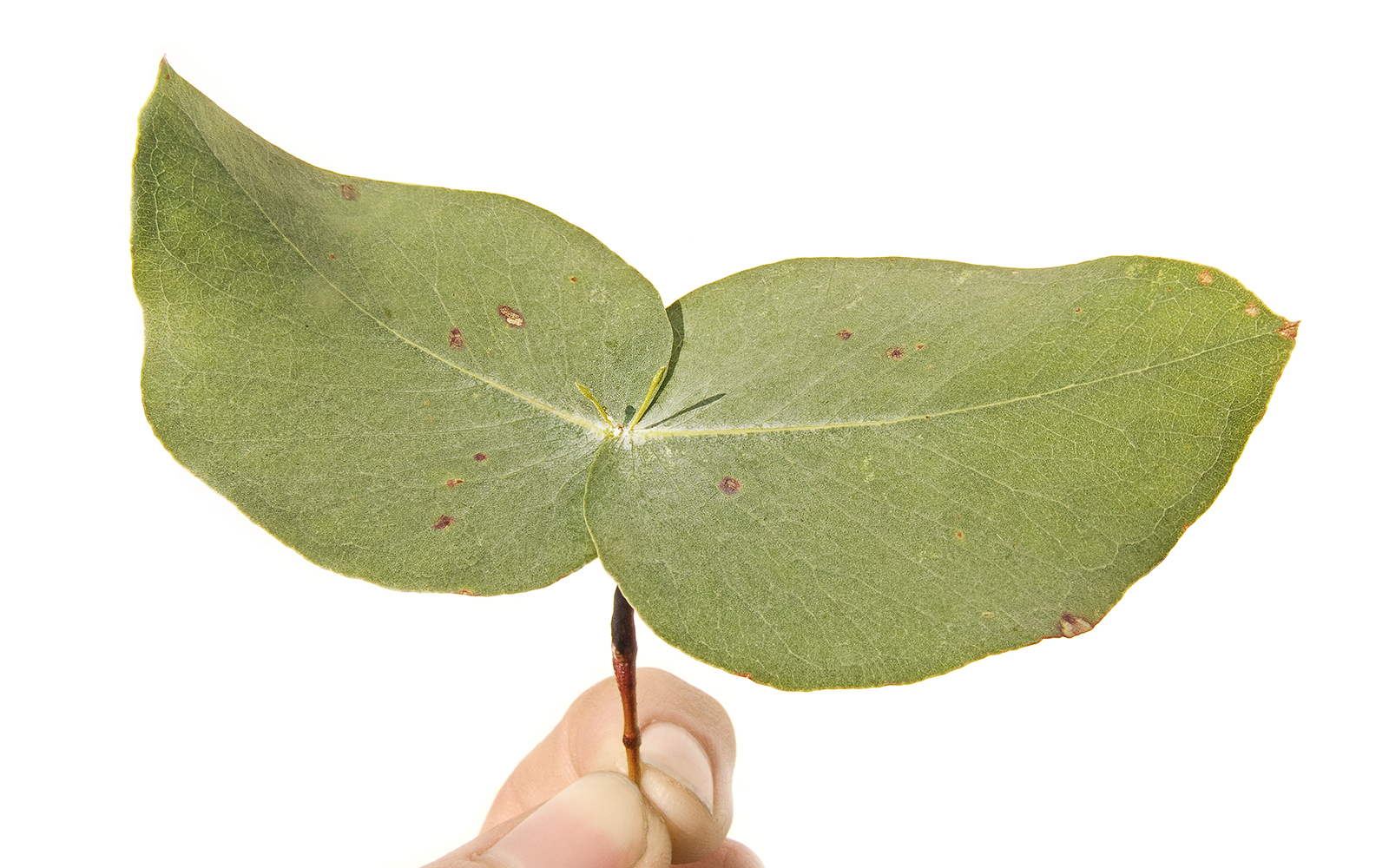
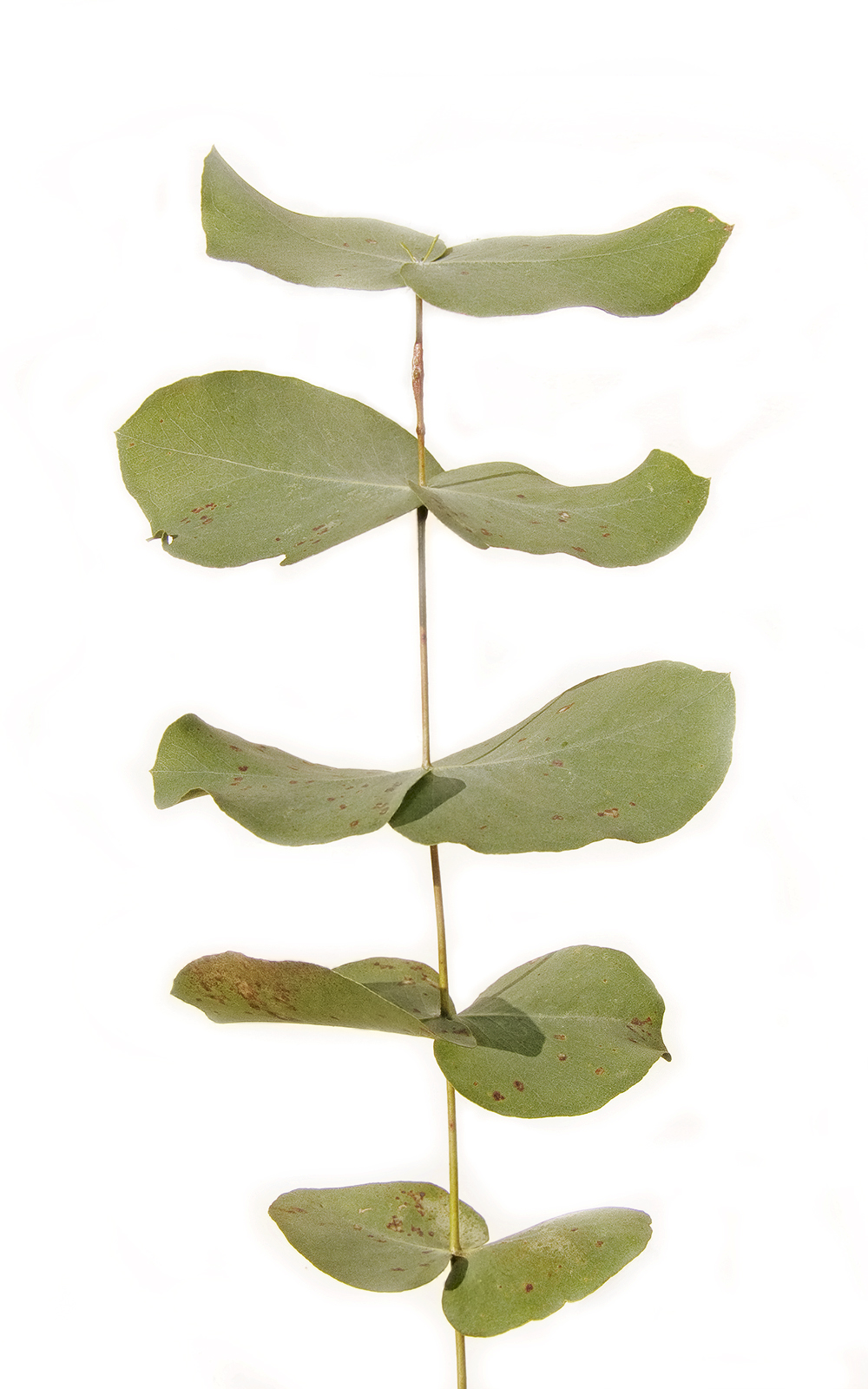
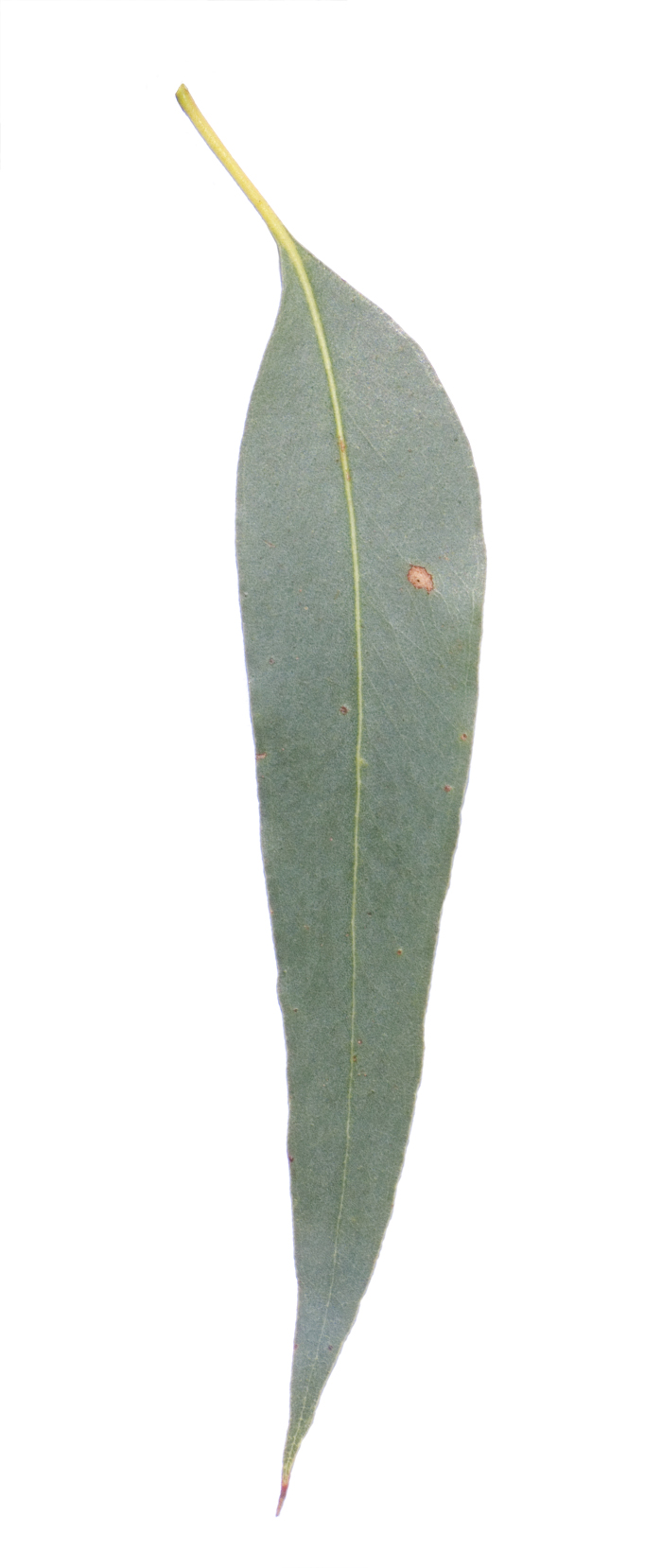